# Симура-Сантёмэ (станция)
Станция Симура-Сантёмэ (яп. 志村三丁目駅 симура сантё:мэ эки) — железнодорожная станция на линии Мита расположенная в специальном районе Итабаси, Токио. Станция обозначена номером I-22. На станции установлены автоматические платформенные ворота.

## Планировка станции
Две платформы бокового типа и 2 пути.
| 1 | ○ Линия Мита | Сугамо, Отэмати, Мэгуро, Хиёси |
| 2 | ○ Линия Мита | Ниси-Такасимадайра             |

## Близлежащие станции
| «             |  | Линия      |  | »      |
| ------------- |  | ---------- |  | ------ |
| Симура-Сакауэ |  | Линия Мита |  | Хасунэ |